# Abagaitu

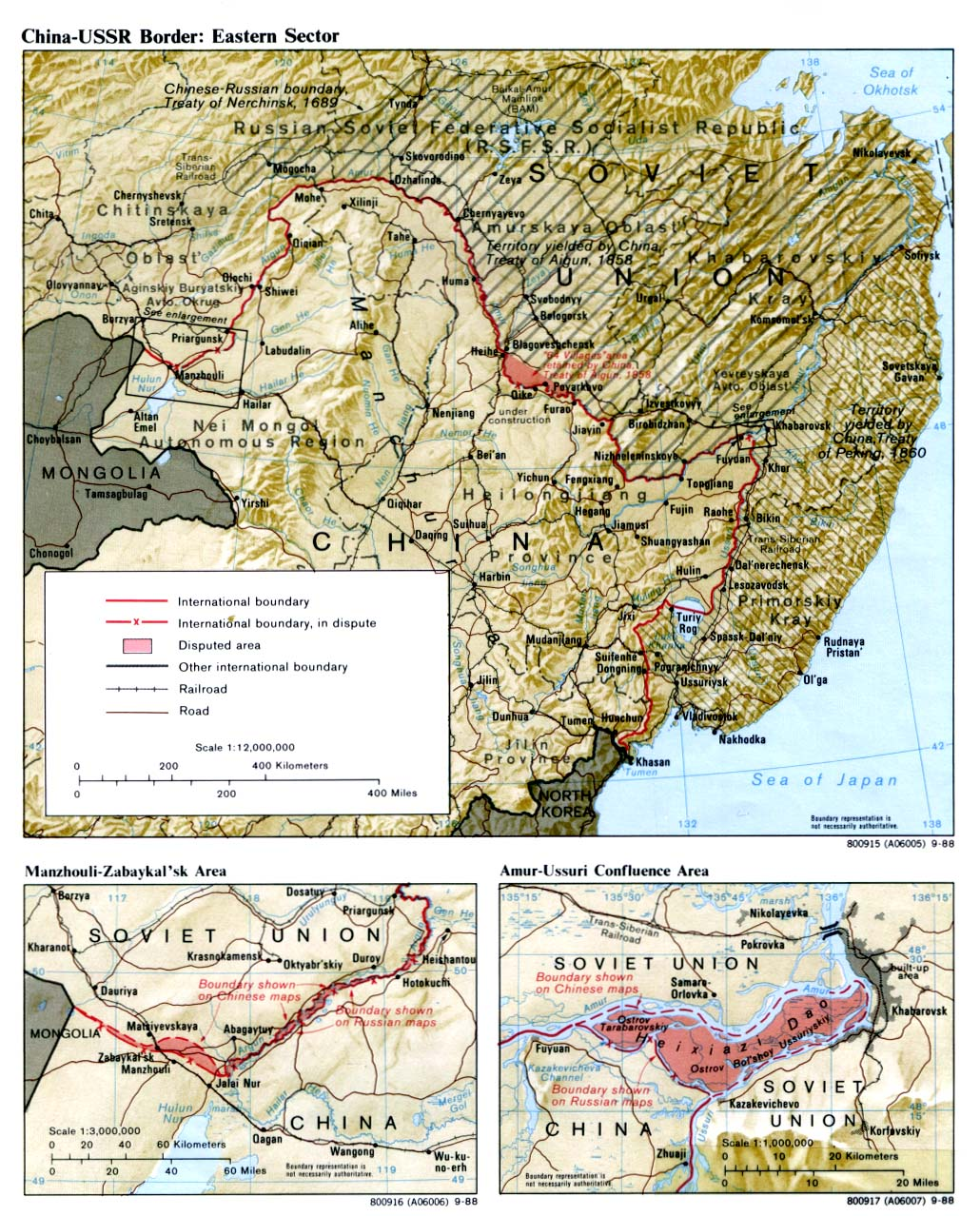
Abagaitu ở trong khung hình phía dưới, bên trái

Abagaitu (giản thể: 阿巴该图洲渚; phồn thể: 阿巴該圖洲渚; Hán-Việt: A Ba Cai Đồ châu chử; bính âm: Ābāgāitú Zhōuzhǔ, tiếng Nga: Большой остров, chuyển tự: Bolshoy Ostrov, là một hòn đảo nằm trên sông Argun, thuộc khu vực biên giới giữa Trung Quốc và Nga. Đảo nằm cách thành phố Mãn Châu Lý vài chục km về phía đông. Đảo có diện tích khoảng 58 km², song sẽ nhỏ đi rất nhiều khi nước sông Argun lên cao.
Abagaitu là một từ trong tiếng Mông Cổ nghĩa là "ngọn núi của người đàn bà", tên tiếng Nga của đảo có nghĩa là "đảo lớn".
Abagaitu từng là nơi tranh chấp giữa Liên Xô và sau này là Nga với Trung Quốc. Sau hiệp ước biên giới Mãn Châu Lý năm 1911, ở bờ nam của vùng đất nay là đảo Abagaitu xuất hiện dòng chảy nhỏ của sông Argun, dần dần biến vùng đất này thành đảo. Đến năm 1929, Hồng quân Liên Xô chiếm giữ hòn đảo và bắt đầu cuộc tranh chấp biên giới với Trung Quốc. Sau năm 1950, do sông Hailar (海拉尔河) đổi dòng nên dòng chảy nhỏ trước kia lại trở thành dòng chính, đến năm 1960 thì dòng chảy ở phía bắc đảo bị ứ đọng.
Năm 2008, căn cứ theo hiệp định bổ sung đoạn phía đông biên giới Trung-Nga, trong 57,56 km² diện tích của đảo Abagaitu, phía Trung Quốc được trao 34,55 km² phía đông đảo và phía Nga được 23,01 km² phía tây đảo.